# Good Singin', Good Playin'
Good Singin', Good Playin' je jedenácté studiové album americké rockové skupiny Grand Funk Railroad, vydané v srpnu 1976 u vydavatelství MCA Records. Album produkoval Frank Zappa, který zde rovněž hraje jako host na kytaru. Skupina se po vydání alba rozpadla a další studiové album vydala až po obnovení v roce 1982.

## Seznam skladeb
| Pořadí | Název                            | Autor                        | Délka |
| ------ | -------------------------------- | ---------------------------- | ----- |
| 1.     | Just Couldn't Wait               | Mark Farner                  | 3:28  |
| 2.     | Can You Do It                    | Richard Street, Thelma Gordy | 3:17  |
| 3.     | Pass It Around                   | Farner, Don Brewer           | 4:59  |
| 4.     | Don't Let 'Em Take Your Gun      | Farner                       | 3:40  |
| 5.     | Miss My Baby                     | Farner                       | 7:20  |
| 6.     | Big Buns                         | Farner                       | 0:30  |
| 7.     | Out to Get You                   | Brewer, Craig Frost          | 4:44  |
| 8.     | Crossfire                        | Farner                       | 4:19  |
| 9.     | 1976                             | Farner                       | 4:20  |
| 10.    | Release Your Love                | Farner                       | 3:52  |
| 11.    | Goin' for the Pastor             | Farner                       | 5:24  |
| 12.    | Rubberneck (bonus na CD reedici) | Brewer                       | 5:15  |

## Obsazení
- Mark Farner – kytara, zpěv, klavír v „Don't Let 'Em Take Your Gun“
- Don Brewer – bicí, perkuse, zpěv
- Craig Frost – klávesy, doprovodné vokály
- Mel Schacher – baskytara, doprovodné vokály
- Frank Zappa – kytara v „Out to Get You“, doprovodné vokály v „Rubberneck“